# Ember To Inferno
Az Ember To Inferno a Trivium debütáló lemeze. Érdekessége az albumnak, hogy az utolsó szám valójában az első fordítva lejátszva.

## Számcímek
1. Inception The Bleeding Skies
2. Pillars Of Serpents
3. If I Could Collapse The Masses
4. Fugue (A Revelation)
5. Requiem
6. Ember To Inferno
7. Ashes
8. To Burn The Eye
9. Falling To Grey
10. My Hatred
11. When All Light Dies
12. A View Of Burning Empires

Bónuszdalok az album újrakiadásán
1. Blinding Tears Will Break The Skies
2. The Deceived (Demo)
3. Demon (From 2003 Demo)

## Közreműködők
- Matt K. Heafy – Vokál, Gitár
- Travis Smith – Dobok
- Brent Young – Basszusgitár